# Asedio de Termez
El asedio de Termez fue un enfrentamiento militar librado en la ciudad homónima en 1220 en el contexto de la invasión del Imperio jorezmita por el naciente Imperio mongol. La batalla finalizó con la destrucción de la ciudad por parte de los mongoles y la masacre de la mayoría de sus habitantes.

## Antecedentes
Según la crónica de Rashid-al-Din Hamadani, a principios de otoño de 1220, Tolui, hijo menor del jagán Gengis Jan, salió de Samarcanda a los prados de Najsheb. Desde allí marchó a Termez (Tirmid o Tirmidh), y luego se le encargó conquistar el Gran Jorasán. Por su parte, Minhaj-i Siraj Juzjani afirmaba que el jagán marchó de Samarcanda sobre la ciudad de Termez con el grueso de su ejército. Ata-Malik Juvayni agregaba que Gengis Jan cruzó el río Amu Daria cerca de Termez.
Termez era la mayor ciudad del curso alto del Amu Daria y tenía varias ciudades más pequeñas y villas rurales bajo su jurisdicción. Para el siglo VIII, tenía un sharistán rectangular (ciudad intramuros) de 70 hectáreas rodeado por un amplio rabad (suburbios) que le daban un área de 400 a 450 hectáreas en total. Las ciudades de Asia Central en el Medioevo solían ser enormes comparadas a otras partes del mundo, aunque Termez tenía proporciones comunes para esa región y época.
El historiador ruso Oleg Bolshakov calculó la densidad de habitantes por hectárea que tenía la ciudad en el siglo X. En su sharistán (35 hectáreas) tenía una densidad de 150 personas por hectárea, en su primer rabad (175 a 180 hectáreas) tenía una densidad de 100 personas y en su segundo rabad (190 hectáreas) una densidad de 50 personas. Así, en el primero vivían 5150 personas, en el segundo 17 000 a 18 000 y en el tercero 9000 a 10 000. Si se le agregaban unas 2000 a 3000 personas viviendo en la kuhandiz (ciudadela), el total redondeado sería de 33 000 a 35 000 habitantes. El historiador Aiyub Palmer estimaba que llegó a alcanzar los 30 000 a 40 000 habitantes, aunque se refería para finales del siglo IX.

## Asedio
Los mongoles atacaron las murallas de Termez y sus defensores lucharon ferozmente durante días, matando a muchos enemigos. Los locales confiaban en sus poderosas defensas, sabedores que la mitad de sus muros se apoyaban en el Amu Daria. Sin embargo, cuando las catapultas mongolas derribaron secciones de las murallas, sus desesperanzados habitantes abandonaron la ciudad y se refugiaron en la ciudadela, donde fueron masacrados. Habían pasado once días de batalla. Los pobladores fueron llevados a una llanura para ser divididos y masacrados. El cronista persa Hamadani relató el caso de una anciana que les pidió a los conquistadores salvar la vida a cambio de una gran perla negra, cuando le preguntaron dónde estaba les dijo que se la había tragado y los mongoles le abrieron el vientre para buscarla. Después de esto, los mongoles abrieron el vientre de todos los cadáveres.

## Consecuencias
Juzjani afirmaba que Gengis Jan fue quien destruyó Termez y luego marchó sobre Balj, mientras que Hamadani daba a entender que Tolui destruyó Termez y su padre marchó sobre Balj directamente. Lo seguro es que al comenzar 1221, los habitantes de Balj habían asesinado al gobernador (daruga) instalado por Yebe y Subodai.
Poco después, las fortalezas de Kangurt y Saman también fueron destruidas y sus defensores masacrados y se envió un ejército a Badajshán, sometiendo esas tierras mediante negociación y violencia; todo esto habría sucedido antes de finalizar el invierno.

### Primaria
Los libros son citados en números romanos y capítulos y párrafos en números arábigos. Entre paréntesis se usaron los apellidos de los editores o traductores de las ediciones usadas para indicar las páginas. 
- Ata-Malik Juvayni. Historia del conquistador del mundo. En Boyle, John Andrew (1958). The History of the World-Conqueror (en inglés) I. Cambridge: Harvard University Press.
- Minhaj-i Siraj Juzjani. Una historia general de las dinastías mahometanas de Asia. En Raverty, H. G. (1970). Tabakat-I-Nasiri (en inglés) II. Nueva Delhi: Oriental Books Reprint Corporation.
- Rashid-al-Din Hamadani. Compendium de Crónicas. En Arends, Alfred Kárlovich (1946). Сборник летописей (Книга 2) I. Moscú: Institut vostokovedenii︠a︡ (Akademii︠a︡ nauk SSSR).

### Moderna
- Bolshakov, Oleg G.; Belenitsky, Alexander M.; Bentovich , I. B. (1973). «Глава V: численности населения». Средневековый город Средней Азии (en ruso). Moscú: Наука. pp. 256-268.
- Davidovich, Elena A. (1979). «Дискуссионные вопросы в книге А.М. Беленицкого, И.Б. Бентович и О.Г. Большакова «Средневековый город Средней Азии»». Древность и средневековье народов Средней Азии: История и культура [Сб. статей] (en ruso). Moscú: Наука. pp. 102-116.
- Jalikov, Alfred J. (1976). «История изучения Билярского городища и его историческая топография».  En Valentín V. Sedov, ed. Исследования великого города. Сборник статей (en ruso). Moscú: Наука. pp. 5-56.
- Lunina, Svetlana B. (1984). Города южного Cогда в VIII-XII вв. (en ruso). Taskent: Издательство "Фан" Узбекской ССР.
- Mahendrarajah, Shivan (2022). A History of Herat: From Chingiz Khan to Tamerlane (en inglés). Edimburgo: Edinburgh University Press. ISBN 9781474499361.
- Palmer, Aiyub (2019). Sainthood and Authority in Early Islam: Al-Ḥakīm Al-Tirmidhī’s Theory of Wilāya and the Reenvisioning of the Sunnī Caliphate (en inglés). Leiden: Brill. ISBN 9789004416550.
- Pugachenkova, G. A.; Rtveladze, E. V. (1986). «Archeology vii. Islamic Central Asia». Iranica (en inglés) II (3): 322-326.